# Guildford (Australie-Occidentale)
Pour les articles homonymes, voir Guildford (homonymie).
Guildford est une banlieue de Perth, Australie-Occidentale, située à 12 km au nord-est du centre-ville.

## Personnalités
- Barnard Drummond Clarkson (1836-1909), pasteur, explorateur et homme politique, y est mort.
- Charles Harper (1842-1912), explorateur, exploitant et homme politique, fondateur de la Guildford Grammar School.